# Euzosteria nobilis
Euzosteria nobilis är en kackerlacksart som först beskrevs av Brunner von Wattenwyl 1865.  Euzosteria nobilis ingår i släktet Euzosteria och familjen storkackerlackor. Inga underarter finns listade i Catalogue of Life.